# NGC 3476
NGC 3476 = NGC 3480 ist eine Elliptische Galaxie vom Hubble-Typ E1 und Sternbild Löwe auf der Ekliptik. Sie ist schätzungsweise 460 Millionen Lichtjahre von der Milchstraße entfernt und hat einen Durchmesser von etwa 110.000 Lichtjahren. 

Im selben Himmelsareal befinden sich u. a. die Galaxien NGC 3466, NGC 3467, NGC 3477, NGC 3490.
Das Objekt wurde am 25. März 1865 von Albert Marth entdeckt.